# 北京市西城区中古友谊小学

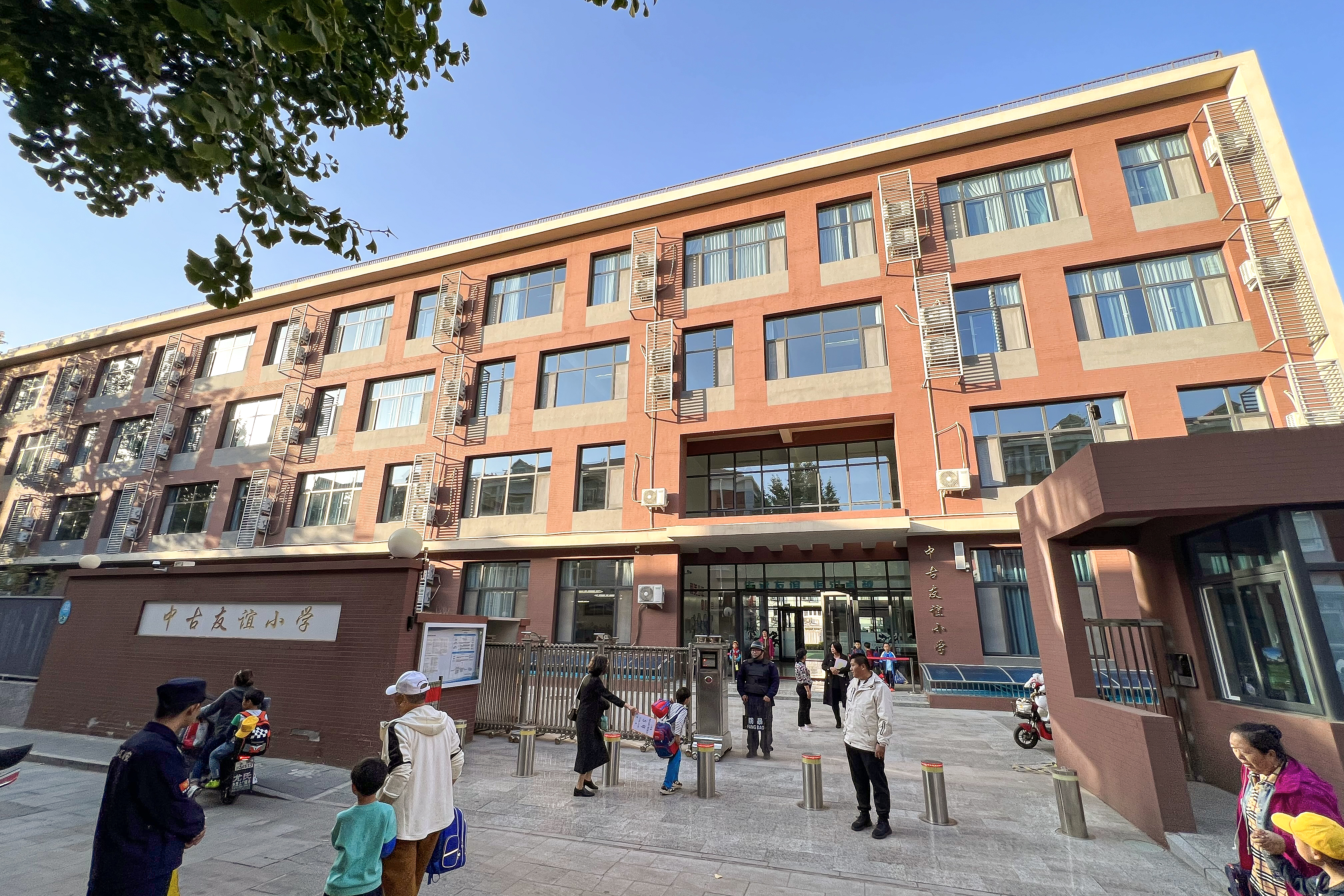
中古友谊小学低年级部，位于月坛北街25号物资大院内

北京市西城区中古友谊小学（西班牙語：La Escuela Primaria Amistad China-Cuba），简称中古小学，为中华人民共和国彰顯与古巴共和国的友谊而設立的小學。1954年1月建校，坐落于北京市西城区三里河地区。

## 历史

1990年，由著名作家、中古友谊小学名誉校长韩作黎先生亲笔题写的校训。

该校附近有国家发展和改革委员会、国家统计局、国务院港澳办、钓鱼台国宾馆等中国国家机关单位。
該校原为「国家计划委员会子弟小学」，1964年1月由中国外交部命名为「北京市西城区中古友谊小学」，接收古巴学生就学。古巴党政要员多次来学校参观、访问。1990年3月21日，古巴驻中国使馆大使何塞·阿·格拉·门切罗（José Armando Guerra Menchero）访问中古友谊小学时题词：「对中古友谊小学的访问，再次表明中古两国政府、人民和党之间的牢固团结。祝贺你们在教学工作中取得成绩，高兴成为你们的朋友。中古两国人民友谊万岁。」
2014年，位于月坛北街25号院内的中古友谊小学低年级部翻建工程获批，原建筑2017年被整体拆除，该校一、二年级移至南礼士路三条（北京市月坛中学北侧）的周转校区，且周转校区与原址之间并无直达公交，再加上原址因拆除后发现遗留人防工程而迟迟未能启动重建工程，给原址周边居住的学生及家长造成了不便，直至2019年5月西城区教委与国家机关事务管理局就此协调完毕后才得以开工，2022年初移交学校。

## 校训
勤奋、文明、严谨、创新。

## 校歌

### 現行校歌
《中古友谊小学校歌》
作词：柯岩；作曲：李群
| 中国古巴隔着高山大海 两国人民心连着心 中古儿童是新时代主人翁 中古小学是友谊的结晶 前进 未来世纪的主人 为了大地更美丽 为了人类幸福和平 前进 前进 永远向前进 梅花迎春 白蝴蝶花迎春 革命的花朵永远不会凋零 人民抚育我们长大 我们要当革命的接班人 前进 未来世纪的主人 为了大地更美丽 为了人类幸福和平 前进 前进 永远向前进 |

### 舊校歌
《美丽的哈瓦那》（1960年代）
作词：安波、木青；作曲：李劫夫
| 美丽的哈瓦那那里有我的家， 明媚的阳光照新屋门前开红花， 爸爸爱我象宝贝， 邻居夸我好娃娃， 可是我从来没有见过亲爱的妈妈。 忘不了那一天， 我坐在棕树下， 爸爸他拉住我的手， 叫一声玛丽娅， 孩子你已长大仇恨该发新芽， 你日夜想念的妈妈， 她在也不能回家， 黑暗的旧社会劳动人是牛马， 可恨的美国庄园主， 逼死了你的妈。 妈妈她刚死后爸爸又遭毒打， 沉重的苦难逼着我浪走天涯， 爸爸去闹革命拿枪去打天下， 跟着那英雄卡斯特罗， 打回了哈瓦那。 赶走了庄园主建立了新古巴， 工人和农民做了主人， 再不会受欺压。 祖国象太阳生活象彩霞， 可惜你亲爱的妈妈， 没看到幸福的家。 听爸爸一席话气得我直咬牙， 我决心当一名小民兵， 保卫新古巴， 假如那美国强盗它再敢来， 一定要消灭它。 |

## 名誉校长
- 韩作黎

## 历任校长
- 姚贞（1954年-1955年）
- 孔力（1955年-1956年）
- 许通儒（1956年-1957年）
- 白国栋（1957年-1958年）
- 纪葵英（1958年-1961年）
- 白智（1961年-1984年）(中古友谊小学更名后第一任校长)
- 郭立宾（1984年-1987年）
- 蔡凤琴（1987年-1999年）
- 吴小瑜（1999年至今）

## 名人
中国大陆知名音乐人黄征于2004年6月在北京电视台播出的电视娱乐脱口秀节目「超级访问」中爆料，自己大学毕业后，曾于中古友谊小学担任过音乐教师一职。黄征也表示过，自己最想去旅行的国家就是古巴。